# Сакс, Алексей (музыкант)
Алексей Сакс (род. 1971) — эстонский джазовый трубач.

## Биография
Закончил Эстонскую Музыкальную Академию в 1995 году по классу трубы.
Играл в составе Estonian Dream Big Band с такими звездами мирового джаза как: Frank Foster, Dennis Rowland, New York Voices, Randy Brecker, Elaine Delmar, Ray Anderson, Lew Soloff, Tim Hagans, Petras Vysniauskas, Deborah Brown, Freddy Cole.
В составе группы певицы Лайма Вайкуле выступал в Юрмале на фестивале «Новая волна», в Монте-Карло и Санкт-Петербурге.
Выпустил сольный диск в стиле босса-нова на флюгельгорне с камерным оркестром O Grande Amor в 2002 году.
Начиная с 2007 года сотрудничает с гитаристом Робертом Юрьендалом в составе ансамбля UMA. UMA использует электронную обработку звука, образующую стиль между пост-роком, эмбиент, электронной музыкой и джазом. В составе ансамбля Алексей Сакс играет на трубе и редко используемой валторне corno da caccia. Ансамбль UMA выступал на международных джазовых фестивалях: London Jazz Festival, Athens Jazz Festival, Jazzkaar, Viljandi Guitar Festival, Matsalu Film Festival.
UMA постоянно сотрудничает с европейскими музыкантами: Markus Reuter, Robert Rich, Andi Pupato, Tim Bowness, Peter Chilvers, Lisa Nordström.
UMA выпустил три альбома «Civitas Soli» (2008), «Hymn To Undiscovered Land» (2010) и «Meeting Unknown» (2012).
Альбом группы «Memories of Machines» в песне Lost And Found In Digital World Алексей Сакс записывал вместе с известным гитаристом Робертом Фриппом.
1. ↑  эстонская Википедия — 2002.